# Roberto Laiseka Jaio
Roberto Laiseka Jaio (Gernika, Biscaia, 17 de juny de 1969) és un ciclista basc, ja retirat, que fou professional entre el 1994 i el 2006, quan es veié obligat a retirar-se per culpa d'una lesió produïda durant el Giro d'Itàlia de 2006. Tota la seva carrera esportiva professional la va dur a terme en el si de l'equip Euskaltel–Euskadi, si bé es va formar a la Societat Ciclista Punta Galea.
Excel·lent escalador, totes les seves victòries les aconseguí en etapes de muntanya. Destaquen tres etapes a la Volta a Espanya i una al Tour de França.

## Palmarès
- 1999
  - 1r a la Pujada al Txitxarro
  - Vencedor d'una etapa de la Volta a Espanya
- 2000
  - Vencedor d'una etapa de la Volta a Espanya
- 2001
  - Vencedor d'una etapa del Tour de França
- 2004
  - Vencedor d'una etapa de l'Euskal Bizikleta
- 2005
  - Vencedor d'una etapa de la Volta a Espanya
  - Vencedor de la classificació de la muntanya de la Volta a Suïssa

### Resultats al Tour de França
- 2001. 28è de la classificació general. Vencedor d'una etapa
- 2002. 46è de la classificació general
- 2003. 18è de la classificació general

### Resultats al Giro d'Itàlia
- 2005. 52è de la classificació general
- 2006. Abandona (12a etapa)

### Resultats a la Volta a Espanya
- 1994. 54è de la classificació general
- 1995. 76è de la classificació general
- 1996. 79è de la classificació general
- 1997. 54è de la classificació general
- 1998. Abandona
- 1999. 18è de la classificació general. Vencedor d'una etapa
- 2000. 6è de la classificació general. Vencedor d'una etapa
- 2001. 12è de la classificació general
- 2002. Abandona
- 2003. 60è de la classificació general
- 2004. 54è de la classificació general
- 2005. 21è de la classificació general. Vencedor d'una etapa